# Пистолет-пулемёт Хорошмана
Пистолет-пулемёт Хорошмана (пол. Pistolet maszynowy Choroszmanów) — польский пистолет-пулемет кустарного производства, разработанный в 1943 году Гжегожем Хорошманом и выпускавшийся в трёх вариантах. 

## История
Оружие было разработано и производилось с осени 1943 года до февраля 1944 года в небольшой слесарной мастерской, в которой работали Гжегож Хорошманом, его сыновья Ян и Мечислав Хорошманы, а также Людвик Панковский. Изготовленные автоматы использовали партизаны из отряда имени Тадеуша Костюшко (позднее реорганизованного в партизанскую бригаду AL), действовавшие в Полесье.

## Описание
Это был простой, прочный и удобный в использовании ПП, который было относительно просто производить в условиях германской оккупации. Наличие такого оружия позволило польским партизанам значительно увеличить эффективность рейдов и партизанских ударов по оккупантам.
В связи с нехваткой материалов и ресурсов, а также наличием у партизан трофейного оружия заводского производства было сделано 22 экземпляра первой модели, основанной на конструкции советских ППШ-41 и ППД-40) и использовавшей 71-патронные магазины от ППШ. ПП имеет трубчатую ствольную коробку, сделанную из фрагментов велосипедных рам.
В ноябре 1943 года в четырех экземплярах ствольные коробки были изготовлены из водопроводных труб. Это привело к созданию конструкции, более похожей теперь на ППД-40, Конструкция этого типа изготовлялась Яном Xорошманом, сыном Гжегожа. Материал заготовки ствольной коробки был толще, чем в первом типе, а УСМ был упрощён.
Последняя модель пистолета-пулемёта Хорошмана отличалась наличием предохранителя, улучшенным прицелом, сниженной скорострельностью. Приемник магазина был переработан, что упростило конструкцию. Также был добавлен пламегаситель, созданный по образцу пламегасителя пулемёта ДП.
После войны сохранились два экземпляра этого оружия, один из них находится в Центральном музее вооружённых сил РФ,а второй – в национальном музее в Варшаве.